# Pipra
Pipra é um género de aves sul-americanas, que inclui os uirapurus e dançarinos (ou dançadores).

## Espécies
- Uirapuru-vermelho, Pipra aureola
- Uirapuru-laranja, Pipra fasciicauda
- Rabo-de-arame, Pipra filicauda O rabo de arame ocorre na região amazônica do Brasil

- Pipra mentalis

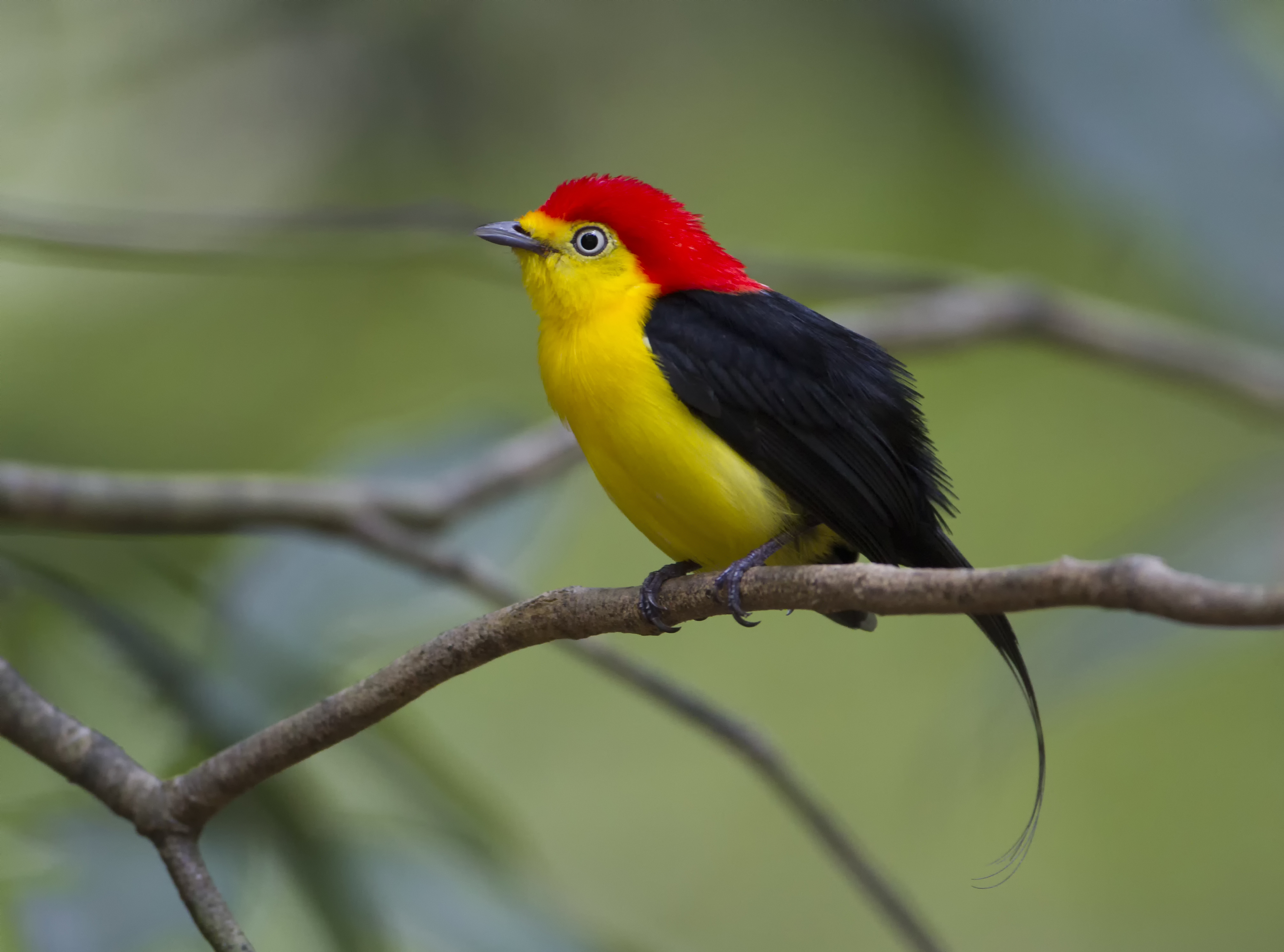
rabo-de-arame

- Cabeça-de-ouro, Pipra erythrocephala
- Cabeça-encarnada, Pipra rubrocapilla
- Dançador-de-cauda-graduada, Pipra chloromeros
- Dançador-de-crista, Pipra cornuta
- Pipra pipra
- Uirapuru-de-chapéu-azul, Pipra coronata
- Dançador-do-tepui, Pipra suavissima
- Uirapuru-estrela, Pipra serena
- Cabeça-de-prata, Pipra iris
- Dançador-de-coroa-dourada, Pipra vilasboasi
- Uirapuru-de-chapéu-branco, Pipra nattereri
- Pipra isidorei
- Pipra coeruleocapilla